# Marcelo Burgos
Marcelo Burgos (Ciudad del Este; 28 de junio de 1983) es un periodista, empresario, presentador de radio y TV de Paraguay.  
Actualmente es productor y conductor del programa deportivo Entretiempo en el canal Noticias PY y conductor de "Vale todo, Un día de loco" en Radio Urbana.

## Biografía
Marcelo Burgos Fiore nació en Ciudad del Este, Paraguay el 28 de junio de 1983. Fue presentador de televisión para los canales paraguayos La Tele y Tigo Sports y para el canal argentino TyC Sports. En radio fue locutor de emisoras paraguayas como Estación 40, Rock and Pop, RGS y Circo FM. Fue presentador del grupo La Nación para los medios Canal GEN, Radio Montecarlo FM y Radio Universo 970 AM

## Medios de comunicación
Su carrera inició en la emisora Rock and Pop en 1998, como productor del programa “Rompiendo las horas” del periodista Hugo Rubín. Condujo “Enciclopedia del Rock” de 1999 a 2003, "El izquierdo y el derecho” junto al actor paraguayo y actual senador de la nación Tony Apuril del 2003 al 2005 y "Room Sessions" en el 2005 al 2006. Luego de ocho años en ese medio, en 2007, fue contratado por la emisora FM llamada RGS para el programa "Tu aire". A comienzos del 2008 se desempeñó como director artístico de Circo FM en donde además condujo el programa "Es lo que hay".
En enero del 2010 tuvo a su cargo el programa "Bien Arriba" en Estación 40. En ese mismo año se sumó al equipo de "Fútbol A Lo Grande" junto al periodista deportivo Arturo Rubín. En 2011 fue director de contenidos y coordinador de la página de deportes D10 del diario Última Hora. A partir de junio de 2012 se desempeñó como periodista deportivo en Rock and Gol en Radio Rock and Pop, con los también periodistas Juan Ángel Ovando y Marly Cáceres. Al mismo tiempo fue panelista de deportes en el programa televisivo "El Mañanero" del canal La Tele.
En el año 2014 fue contratado por Tigo Sports, canal enteramente dedicado al deporte, donde tuvo a su cargo la conducción de un noticiero y donde también se desempeñó como comentarista de partidos de básquetbol, tenis y fútbol. Además, fue contratado por la cadena TyC Sports de Argentina para conducir un espacio de fútbol paraguayo.  
Desde el año 2016 hasta el 2021, se desempeñó como periodista del grupo Nación de Comunicaciones para programas de televisión y radio.
Fue productor y conductor de los programas Un Día de Loco y comentarista en Rock and Gol por la Rock and Pop y Ñandutí Deportes por Ñandutí AM. 
En los meses de noviembre y diciembre fue enviado especial del canal paraguayo El Trece a la Copa Mundial de la Fifa Catar 2022.
En 2023 fue productor y conductor de los programas Fútbol Club en Radio La Unión 800 AM y Unión TV, Buen día Venus en Radio Venus y Venus TV, Entretiempo Aspen en Radio Aspen y coconductor en el programa Los Analistas, 20 años en C9N.
Desde 2024 es conductor de los programas Vale todo, Un día de loco y Música Gourmet en Radio Urbana 106.9, además de conducir el programa Entretiempo en NPY y ser comentarista en Chaco Boreal 1330 AM.
Desde 2025 es conductor del programa Vale Todo en Telefuturo, además de ser comentarista en La Deportiva 1120 AM con el equipo de Entretiempo.

## Trayectoria

### Radios AM y FM
| Año           | Emisora              | Programa                                  | Puesto                   |
| 1999 - 2003   | Rock and Pop         | Enciclopedia del rock                     | Conductor                |
| 2003 - 2005   | Rock and Pop         | El izquierdo y el derecho                 | Coconductor              |
| 2006          | Rock and Pop         | Room sessions                             | Conductor                |
| 2007 - 2008   | RGS                  | Tu aire                                   | Conductor                |
| 2009          | Circo FM             | Es lo que hay                             | Conductor                |
| 2010 - 2012   | Estación 40          | Bien arriba                               | Conductor                |
| 2010 - 2012   | 1 de marzo           | Fútbol a lo grande                        | Panelista                |
| 2012 - 2016   | Rock and Pop         | Rock and Gol                              | Conductor y comentarista |
| 2016 - 2019   | HEI                  | Un día de locos                           | Conductor                |
| 2016 - 2021   | Montecarlo FM        | Entretiempo                               | Conductor                |
| 2016 - 2021   | Universo 970         | Versus Radio                              | Panelista y comentarista |
| 2021 - 2023   | Rock and Pop         | Un Día de Loco                            | Conductor                |
| 2021 - 2023   | Rock and Pop         | Rock and Gol                              | Comentarista             |
| 2022 - 2023   | Ñandutí AM           | Ñandutí Deportes                          | Conductor                |
| 2023          | La Unión R800 AM     | Fútbol Club                               | Conductor                |
| 2023          | Venus FM             | Buen día Venus                            | Coconductor              |
| 2023          | Aspen FM             | Entretiempo Aspen                         | Conductor                |
| 2024-presente | Urbana FM            | Vale todo - Un día de loco Música Gourmet | Conductor                |
| 2024          | Chaco Boreal 1330 AM | Entretiempo Radio                         | Comentarista             |
| 2025          | La Deportiva 1120 AM | Entretiempo Radio                         | Comentarista             |

### Televisión
| Año           | Canal       | Programa                  | Puesto       |
| 2012 - 2013   | La Tele     | El mañanero               | Panelista    |
| 2014 - 2016   | Tigo Sports | El protagónico            | Conductor    |
| 2014 - 2016   | Tigo Sports | Noticiero                 | Conductor    |
| 2014 - 2015   | TyC Sports  | Fútbol Guaraní            | Conductor    |
| 2014 - 2015   | Tigo Sports | Premier League            | Comentarista |
| 2015 - 2016   | Tigo Sports | Sportivisimo              | Conductor    |
| 2016          | La Tele     | Vale Todo                 | Conductor    |
| 2017 - 2020   | GEN         | Versus                    | Conductor    |
| 2020          | GEN         | Guerra contra el Covid-19 | Conductor    |
| 2020          | GEN         | Eliminatorias Catar 2022  | Comentarista |
| 2021          | GEN         | Noche de furia[8]         | Conductor    |
| 2022          | Ñandutí TV  | Ñandutí deportes          | Conductor    |
| 2023          | Venus TV    | Buen día Venus            | Coconductor  |
| 2023          | Unión TV    | Fútbol Club               | Conductor    |
| 2023          | C9N         | Los Analistas 20 años     | Coconductor  |
| 2024-presente | Noticias PY | Entretiempo               | Conductor    |
| 2025          | Telefuturo  | Vale Todo To Night Show   | Conductor    |

## Coberturas

### Finales de laCopa Libertadores de América
| Año                    | Lugar                   | Medio                |
| Copa Libertadores 2013 | Belo Horizonte, Brasil  | Rock and Pop         |
| Copa Libertadores 2014 | Buenos Aires, Argentina | Rock and Pop         |
| Copa Libertadores 2017 | Buenos Aires, Argentina | Universo 970         |
| Copa Libertadores 2018 | Madrid, España          | Universo 970         |
| Copa Libertadores 2019 | Lima, Perú              | Universo 970         |
| Copa Libertadores 2020 | Río de Janeiro, Brasil  | Universo 970         |
| Copa Libertadores 2021 | Montevideo, Uruguay     | Rock and Pop         |
| Copa Libertadores 2022 | Guayaquil, Ecuador      | Union AM             |
| Copa Libertadores 2023 | Río de Janeiro, Brasil  | Union AM             |
| Copa Libertadores 2024 | Buenos Aires, Argentina | Chaco Boreal 1330 AM |

### Finales deCopa Sudamericana
| Año                    | Lugar              | Medio                |
| ---------------------- | ------------------ | -------------------- |
| Copa Sudamericana 2019 | Asunción, Paraguay | Universo 970         |
| Copa Sudamericana 2024 | Asunción, Paraguay | Chaco Boreal 1330 AM |

### Finales de laChampions League
| Año                   | Lugar             | Medio            |
| --------------------- | ----------------- | ---------------- |
| Champions League 2016 | Milán, Italia     | Tigo Sports      |
| Champions League 2017 | Cardiff, Gales    | Universo 970     |
| Champions League 2018 | Kiev, Ucrania     | Universo 970     |
| Champions League 2019 | Madrid, España    | Universo 970     |
| Champions League 2022 | París, Francia    | Rock and Pop     |
| Champions League 2023 | Estambul, Turquía | Unión AM         |
| Champions League 2024 | Londres, UK       | Urbana FM \| NPY |

### Finales dePremier League
| Año       | Lugar          | Medio       |
| --------- | -------------- | ----------- |
| 2014-2015 | Cardiff, Gales | Tigo Sports |

### Copa América
| Año               | Lugar          | Medio                          |
| ----------------- | -------------- | ------------------------------ |
| Copa América 2016 | Estados Unidos | Rock and Pop                   |
| Copa América 2019 | Brasil         | Universo 970                   |
| Copa América 2024 | Estados Unidos | Urbana FM \| Telefuturo \| NPY |

### Copa Mundial de Fútbol
| Año                | Lugar | Medio        |
| ------------------ | ----- | ------------ |
| Mundial Rusia 2018 | Rusia | Universo 970 |
| Mundial Catar 2022 | Catar | Trece        |

### MLS Major League Soccer
| Año  | Evento          | Lugar                            | Medio            |
| ---- | --------------- | -------------------------------- | ---------------- |
| 2017 | Media Week 2017 | Atlanta, Georgia, Estados Unidos | Diario La Nación |